# Groupe B du Championnat d'Europe féminin de basket-ball 2013
Le Groupe B du Championnat d'Europe de basket-ball féminin 2013 se déroule entre le 15 et le 17 juin 2013. Les matchs de ce groupe se déroulent au Complexe sportif du Kercado à Vannes en France.
Le groupe est composé des équipes nationales : Espagne, Italie, Suède, et Russie. Les trois premières équipes classées sont qualifiées pour le second tour (Groupe E).

## Classement
| Groupe B (Vannes) | Groupe B (Vannes) | Groupe B (Vannes) | Groupe B (Vannes) | Groupe B (Vannes) | Groupe B (Vannes) | Groupe B (Vannes) | Groupe B (Vannes) | Groupe B (Vannes) |
|                   | Équipe            | Pts               | G                 | P                 | PP                | PC                | Diff              | Dép               |
| ----------------- | ----------------- | ----------------- | ----------------- | ----------------- | ----------------- | ----------------- | ----------------- | ----------------- |
| 1                 | Espagne           | 6                 | 3                 | 0                 | 221               | 180               | +41               |                   |
| 2                 | Suède             | 4                 | 1                 | 2                 | 180               | 194               | −14               | +10               |
| 3                 | Italie            | 4                 | 1                 | 2                 | 189               | 206               | −17               | −5                |
| 4                 | Russie            | 4                 | 1                 | 2                 | 201               | 211               | −10               | −5                |

## Détails des matchs

### 15 juin
| 15 juin 2013 15 h 00 CEST | Rapport | Suède                                                  | 63-64                    | Italie                                            |  | Complexe sportif du Kercado, Vannes Affluence : 1 186 Arbitres : Haydn Jones Antonis Demetriou Tomislav Hordov |
| 15 juin 2013 15 h 00 CEST | Rapport | Score par quart-temps : 13-12, 17-19, 19-20, 14-13     |                          |                                                   |  | Complexe sportif du Kercado, Vannes Affluence : 1 186 Arbitres : Haydn Jones Antonis Demetriou Tomislav Hordov |
| 15 juin 2013 15 h 00 CEST | Rapport | Frida Eldebrink 23 Frida Eldebrink 8 Frida Eldebrink 4 | Points Rebonds Passes d. | Kathrin Ress 18 Kathrin Ress 14 Giorgia Sottana 3 |  | Complexe sportif du Kercado, Vannes Affluence : 1 186 Arbitres : Haydn Jones Antonis Demetriou Tomislav Hordov |

| 15 juin 2013 21 h 00 CEST | Rapport | Espagne                                            | 77-72                    | Russie                                                   |  | Complexe sportif du Kercado, Vannes Affluence : 1 466 Arbitres : Jasmina Juras Nikolaos Somos Nicolas Maestre |
| 15 juin 2013 21 h 00 CEST | Rapport | Score par quart-temps : 21-18, 17-11, 21-19, 18-24 |                          |                                                          |  | Complexe sportif du Kercado, Vannes Affluence : 1 466 Arbitres : Jasmina Juras Nikolaos Somos Nicolas Maestre |
| 15 juin 2013 21 h 00 CEST | Rapport | Alba Torrens 30 Sancho Lyttle 8 Laia Palau 4       | Points Rebonds Passes d. | Anna Petrakova 18 Irina Osipova 9 Belyakova, Petrakova 3 |  | Complexe sportif du Kercado, Vannes Affluence : 1 466 Arbitres : Jasmina Juras Nikolaos Somos Nicolas Maestre |

### 16 juin
| 16 juin 2013 18 h 30 CEST | Rapport | Italie                                             | 59-71                    | Espagne                                              |  | Complexe sportif du Kercado, Vannes Affluence : 1 300 Arbitres : Jasmina Juras Fabiana Martinescu Ilona Kucerova |
| 16 juin 2013 18 h 30 CEST | Rapport | Score par quart-temps : 13-15, 10-22, 17-16, 19-18 |                          |                                                      |  | Complexe sportif du Kercado, Vannes Affluence : 1 300 Arbitres : Jasmina Juras Fabiana Martinescu Ilona Kucerova |
| 16 juin 2013 18 h 30 CEST | Rapport | Giorgia Sottana 13 Gaia Gorini 5 Dotto, Gatti 4    | Points Rebonds Passes d. | Sancho Lyttle 19 Sancho Lyttle 13 Silvia Dominguez 4 |  | Complexe sportif du Kercado, Vannes Affluence : 1 300 Arbitres : Jasmina Juras Fabiana Martinescu Ilona Kucerova |

| 16 juin 2013 21 h 00 CEST | Rapport | Russie                                                       | 57-68                    | Suède                                                                        |  | Complexe sportif du Kercado, Vannes Affluence : 1 226 Arbitres : Ingus Baumanis Carole Delauné Aliaksandr Syrytsa |
| 16 juin 2013 21 h 00 CEST | Rapport | Score par quart-temps : 18-14, 16-18, 7-19, 16-17            |                          |                                                                              |  | Complexe sportif du Kercado, Vannes Affluence : 1 226 Arbitres : Ingus Baumanis Carole Delauné Aliaksandr Syrytsa |
| 16 juin 2013 21 h 00 CEST | Rapport | Epiphanny Prince 16 Nadezhda Grishaeva 8 Belyakova, Prince 3 | Points Rebonds Passes d. | Ashley Key 14 Louice Halvarsson 10 F. Eldebrink, Key, E. Eldebrink, Egnell 3 |  | Complexe sportif du Kercado, Vannes Affluence : 1 226 Arbitres : Ingus Baumanis Carole Delauné Aliaksandr Syrytsa |

### 17 juin
| 17 juin 2013 18 h 30 CEST | Rapport | Russie                                                        | 72-66                    | Italie                                                 |  | Complexe sportif du Kercado, Vannes Affluence : 1 700 Arbitres : Ingus Baumanis Tomislav Hordov Fabiana Martinescu |
| 17 juin 2013 18 h 30 CEST | Rapport | Score par quart-temps : 20-11, 15-19, 12-16, 25-20            |                          |                                                        |  | Complexe sportif du Kercado, Vannes Affluence : 1 700 Arbitres : Ingus Baumanis Tomislav Hordov Fabiana Martinescu |
| 17 juin 2013 18 h 30 CEST | Rapport | Marina Kuzina 15 Epiphanny Prince 8 Sapova, Osipova, Zhedik 3 | Points Rebonds Passes d. | Giorgia Sottana 21 Masciadri, Ress 5 Giorgia Sottana 3 |  | Complexe sportif du Kercado, Vannes Affluence : 1 700 Arbitres : Ingus Baumanis Tomislav Hordov Fabiana Martinescu |

| 17 juin 2013 21 h 00 CEST | Rapport | Suède                                                          | 49-73                    | Espagne                                        |  | Complexe sportif du Kercado, Vannes Affluence : 1 186 Arbitres : Aleksandar Glisic Nicolas Maestre Maka Kupatadze |
| 17 juin 2013 21 h 00 CEST | Rapport | Score par quart-temps : 16-12, 14-18, 10-19, 9-24              |                          |                                                |  | Complexe sportif du Kercado, Vannes Affluence : 1 186 Arbitres : Aleksandar Glisic Nicolas Maestre Maka Kupatadze |
| 17 juin 2013 21 h 00 CEST | Rapport | Frida Eldebrink 10 Anna Barthold 7 F. Eldebrink, A. Barthold 2 | Points Rebonds Passes d. | Sancho Lyttle 17 Sancho Lyttle 14 Laia Palau 5 |  | Complexe sportif du Kercado, Vannes Affluence : 1 186 Arbitres : Aleksandar Glisic Nicolas Maestre Maka Kupatadze |